# Kostel Všech svatých (Vlčovice)
Kostel Všech svatých je původně pozdně gotický chrám, který se nachází ve Vlčovicích, což je místní část města Kopřivnice. Je obklopen hřbitovem, areál je ohrazen zdí s opěráky. Kostel je kulturní památkou ČR.

## Historie
Na místě dnešního kostela stála pozdněgotická kaple Všech svatých, která byla vybudována po roce 1510. K jejímu rozšíření došlo koncem  16. století, současný kostel obsahuje pozdněgotické jádro zahrnující obvodové zdi kněžiště a původní lodi. Přistavěna byla věž, boční kaple a také přestavěna klenba v presbytáři. V roce 1597 byl kostel vysvěcen biskupem Stanislavem Pavlovským.
Ve druhé polovině 17. století došlo k překlenutí lodi. Další stavební úpravy proběhly v druhé polovině 18. století a v 1. polovině 19. století, částečná regotizace byla provedena na konci 19. století. Báň byla otevřena a opravována i v letech 1902 a 1936. Po roce 2011 došlo k úpravám kostela, restaurování vitráží a k uložení drenáže coby opatření kvůli vysoké vlhkosti. Vše bylo dokončeno v roce 2017, kdy proběhly oslavy 420. výročí vysvěcení kostela. 

## Popis stavby
Jedná se o jednolodní orientovanou stavbu s polygonálně zakončeným presbytářem s výraznou věží v západním průčelí. K jižní zdi byla přistavěna podélná kaple.

### Popis exteriéru
Presbytář kostela i severní zeď lodi jsou podepřeny dvakrát odstupňovanými opěráky zakončenými stříškou. V lodi i v presbytáři jsou lomená okna ukončená náznakem trojlaločné kružby. Vstupní portál je umístěn v severním průčelí, má jednoduchý tvar lomeného oblouku, jehož ostění je tvořeno drobným oblounem s výžlabkem. Vstup do kaple je tvořen rovněž portálem ve tvaru lomeného oblouku. Vstup do věže a na kruchtu je zajištěn obdélným portálem v západním průčelí polygonální vížkovité přístavby v severozápadním nároží kostela.

### Popis interiéru
Presbytář je zaklenut lunetami s hřebínkovitými hranami, od lodi je oddělen nezdůrazněným vítězným obloukem lomeného tvaru. Loď je zaklenuta valenou klenbou s výsečemi, stejně jako přilehlá boční kaple. Vstup do lodi tvoří poměrně mohutný lomený portál. V západní části lodi je umístěna zpěvácká kruchta, která je nesena hranolovými sloupy.

### Zařízení
- obrazy Narození Krista, Všech svatých od Ignaze Bergera z druhé poloviny 19. století.
- zvon s letopočtem 1562 i s ornamenty a nápisovým vlysem.

## Zajímavosti
V roce 2016 byl v báni během oprav objeven tubus s mincemi z roku 1765 - tedy z období barokních přestaveb a z roku 1924. Spolu s nimi tam byly uloženy i pamětní listiny z let 1902 a 1936.